# Yusuf ibn 'Umar al-Thaqafi
Yūsuf ibn ʿUmar al-Thaqafī (in arabo ﻳﻮﺳﻒ ﺑﻦ ﻋﻤﺮ ﺍﻟﺜﻘﻔﻲ‎?; ... – Damasco, 744 o 745) è stato Wālī di Kufa (ossia d'Iraq) sotto Hisham ibn 'Abd al-Malik e di al-Walīd II, tra il 738 e il 744.
Thaqafita, era imparentato con al-Hajjaj ibn Yusuf, di cui suo padre era cugino, e nel 725, prima di ottenere la carica di governatore di al-Kūfa, fu governatore dello Yemen, dove si mise in luce per la sua dura repressione dell'elemento kharigita. 
Fu incaricato dal califfo omayyade Hishām di deporre il capace Khālid b. ʿAbd Allāh al-Qaṣrī (un errore gravissimo che concorrerà al precipitare della crisi del casato califfale damasceno, travolta di lì a poco dalla "rivoluzione abbaside), di cui prenderà il posto, avviando una politica tanto feroce quanto miope. 
Dopo la morte di Hishām, si dice che al-Walīd b. Yazīd (reg. 743–744) avesse avesse "venduto" Khālid al-Qaṣrī a Yūsuf in cambio di 50 milioni di dirham, tanto che lo sfortunato prigioniero morì per le torture inflittegli da Yūsuf al-Thaqafī verso la fine del 743, nella vana speranza che il suo prigioniero gli rivelasse dove aveva occultato le sue pretese ricchezze.

Yūsuf al-Thaqafī si mise in mostra anche per la repressione della rivolta organizzata ad al-Kūfa da Zayd b. ʿAlī b. al-Ḥusayn b. ʿAlī nel 739-40.

## Tensioni tra Muḍar e Rabīʿa
Il governatorato di Yūsuf comportò un brusco e fatale cambiamento delle alleanze degli Omayyadi. Fino ad allora, tra i Muḍar (o Qays) gli Yemeniti (Rabīʿa), il favore del Califfato era quasi sempre stato assicurato a questi ultimi, ma le cose cambiarono radicalmente con Yūsuf, che afflisse in ogni modo l'elemento yemenita a favore di quello qaysita. Tutti gli incarichi più rilevanti - civili e militari - furono garantiti all'elemento arabo "settentrionale", tanto che al governatorato del Khorasan, Yūsuf nominò Naṣr b. Sayyār.

## Declino e morte
Il suo destino fu segnato dalla morte di al-Walīd II  al-Fāsiq e dall'ascesa al califfato di Yazīd III b. al-Walīd (Aprile 744). Yazīd III capovolse di nuovo le alleanze, appoggiando l'elemento yemenita e inviò Manṣūr b. Jumhūr al-Kalbī per rilevarlo dal governatorato. A nulla valse la fuga di Yūsuf nella Balqāʾ. Fu preso prigionieri e rinchiuso in carcere a Damasco, per esservi ucciso a fine 744 o all'inizio del 745 assieme a due figli di al-Walīd II, mentre il generale omayyade Marwān b. Muḥammad b. Marwān marciava sulla capitale califfale.